# Petteri Wirtanen
Petteri Wirtanen (ur. 28 maja 1986 w Hyvinkää) – fiński hokeista, reprezentant Finlandii.

## Kariera
- Jää-Ahmat U16 (2001–2002)
- HPK U18, U20 (2002–2005)
- HPK (2004–2006)
- Suomi U20 (2004–2005)
- Portland Pirates (2006–2008)
- Anaheim Ducks (2008)
- Iowa Chops (2008–2009)
- HIFK (2009–2012)
- Donbas Donieck (2012–2014)
- Fribourg-Gottéron (2014)
- Jokerit (2014-2018)
- TPS (2018)
- Djurgårdens IF (2018)
- TPS (2019-)

Wychowanek klubu Ahmat. Od 2012 zawodnik Donbasu Donieck. Od połowy 2013 związany rocznym kontraktem. Od września 2014 zawodnik Fribourg-Gottéron, związany miesięcznym kontraktem. Od listopada 2014 zawodnik Jokeritu. Od września do początku listopada 2018 grał w barwach TPS. Wkrótce potem przeszedł do szwedzkiego Djurgårdens IF. Od lipca 2019 ponownie zawodnik TPS.
W barwach Finlandii uczestniczył w turniejach Euro Hockey Tour oraz mistrzostw świata w 2014.

## Sukcesy
Reprezentacyjne
- Brązowy medal mistrzostw świata juniorów do lat 20: 2006
- Srebrny medal mistrzostw świata: 2014

Klubowe
- Brązowy medal mistrzostw Finlandii: 2005 z HPK
- Złoty medal mistrzostw Finlandii: 2006 z HPK, 2011 z HIFK
- Puchar Kontynentalny: 2013 z Donbasem

Indywidualne
- SM-liiga (2010/2011):
  - Piąte miejsce w klasyfikacji +/- w fazie play-off: +8[8]